# Only Human (At Vance-album)
Az Only Human az At Vance ötödik stúdióalbuma, és egyben az legutolsó, amit Oliver Hartmann-nal együtt vettek fel. Hartmann és Lenk között állandósultak a veszekedések, mert Hartmann újítani akart, Lenk pedig ragaszkodott az ő által létrehozott At Vance stílushoz. Lenk szinte már diktatórikusan előírta azt, hogy mit tehetnek zenésztársai a színpadon, illetve a magánéletben, és mit nem. Emiatt 2002-ben a basszusgitáros (Jochen Schnur) és a billentyűs (Uli Müller) megelégelte a szigorú előírásokat, es kiléptek az együttesből, mikor stúdiót váltottak. Így az Only Humant nélkülük vették fel. (Lenk játszotta fel a basszusgitárt és a billentyűs hangszereket). Lenk még vissza tudta tartani Hartmann-t, de az Európa-turné után Hartmann végleg visszavonult. A lemez arculata egyébként nem tér el a megszokottól. A saját dalok mellett található egy feldolgozás, valamint két klasszikus áthangszerelés is.
A The Time has Come című számjukat Hartmann, az összes többit pedig Lenk írta (leszámítva a feldolgozásokat).

## Dalok
1. The Time Has Come 3:55
2. Only Human 5:15
3. Take My Pain 4:20
4. Fly To The Rainbow 6:12
5. Hold Your Fire 5:49
6. Four Seasons - Spring Theme (Vivaldi feldolgozás) 3:07
7. Take Me Away 4:51
8. Time 5:51
9. Solfeggietto (Bach feldolgozás) 1:02
10. Sing This Song 7:00
11. Witches Dance 5:33
12. Wings To Fly 6:39
13. I Surrender (Rainbow feldolgozás) 4:24

Bónusz szám
1. Heroes Of Honor 4:08

## Az együttes tagjai
- Oliver Hartmann - ének
- Olaf Lenk - szólógitár, basszusgitár, billentyűs hangszerek
- Rainald König - ritmusgitár
- Jürgen "Sledgehammer" Lucas - dob